# ورمکان
ورمکان، روستایی از توابع بخش موچش شهرستان کامیاران در استان کردستان ایران است، این روستا یک روستایی کوچک است که مردم آن اکثراً به شهر مهاجرت کرده‌اند، افرادی که در این روستا مشغول به کار هستند بیشتر کار کشاورزی و باغبانی و دامداری را برای امرار معاش خود انتخاب کرده‌اند، از محصولات کشاورزی و باغی این روستا می‌توان به گردو، زرد آلو، هلو و … اشاره نمود.

## جمعیت
این روستا در دهستان امیرآباد قرار دارد و براساس سرشماری مرکز آمار ایران در سال ۱۳۸۵، جمعیت آن ۱۸۳ نفر (۴۴خانوار) بوده است.